# Pietro da Cortona
Pietro da Cortona (italijansko: [ˈpjɛːtro da korˈtoːna]), italijanski baročni slikar in arhitekt, * 1. november 1596 ali 1597, Cortona, Velika vojvodina Toskana, † 16. maj 1669, Rim, Papeška država
Skupaj s sodobniki in tekmeci  Berninijem in Francescom Borrominijem je bil ena ključnih osebnosti nastanka rimske baročne arhitekture. Bil je tudi pomemben oblikovalec notranje opreme.
Rodil se je kot Pietro Berrettini, poznan pa ga predvsem po imenu njegovega rodnega mesta Cortona v Toskani . Delal je predvsem v Rimu in Firencah. Najbolj je znan po svojih poslikanih stropih, kot je obok glavnega salona palače Barberini v Rimu in izvedel obsežne slikarske in dekorativne sheme za  Medičejce v Firencah in za oratorijanske očetje pri cerkvi Santa Maria v Vallicelli v Rimu. Naslikal je tudi številna platna. Zgrajeno je bilo le omejeno število njegovih arhitekturnih projektov, vendar so kljub temu tako izraziti in inventivni kot njegovih tekmecev.

## Življenjepis

### Zgodnje obdobje
Berrettini se je rodil v družini obrtnikov in zidarjev  v Cortoni, takrat mestu v velikem vojvodstvu Toskana. V Firencah se je izpopolnjeval pri Andrea Commodiju, kmalu, okoli leta 1612/3, pa se je  odpravil v Rim, kjer se je pridružil ateljeju Baccija Ciarpija. Leta 1622–3 je bil pod vodstvom Agostina Ciampellija in po naročilu kardinala Orsinija vključen v oblikovanje freske v Palazzo Mattei, Češčenje pastirjev (približno 1626) za cerkev San Salvatore inLauro.
V Rimu so ga spodbujali številni vidni zavetniki. Po besedah  Cortonovih biografov  je njegova nadarjena kopija Rafaelove freske Galatea  opozorila Marcella Sacchettija, papeškega blagajnika v času papeštva Barberinijev. Takšni stiki so mu kmalu pomagali v Rimu pridobiti veliko naročilo (1624–1626), fresko okras v cerkvi Santa Bibiana, ki so jo obnavljali pod vodstvom Berninija. Leta 1626 je družina Sacchetti angažirala Cortono, da je naslikal tri velika platna Žrtvovanje Poliksena, Triumf Bakha in Posilstvo Sabink (slednja, c. 1629) , in niz fresk v vili Sacchetti v Castelfusanu blizu Ostije, z ekipo v kateri je bila mlada Andrea Sacchi. V Sacchettijevi družbi je spoznal papeža Urbana VIII. in kardinala Francesca Barberinija, papeževega nečaka, njuno pokroviteljstvo pa mu je dalo dovolj prostora, da je pokazal svoje sposobnosti slikarja fresk in platen.

### Veliki salon palače Barberini
Cikli fresk so bili v Cotonovem Rimu številni; mnogi so predstavljali quadri riportati ali naslikane uokvirjene epizode, ki posnemajo platna, ki jih najdemo na stropu  Sikstinske kapele ali v Carraccijevi Ljubezni bogov v galeriji Farnese (dokončana 1601). Papež Urban VIII. (Maffeo Barberini) je leta 1633 Cortoni naročil veliko fresko za glavni salonski strop palače družine Barberini . Dokončana je bila šest let pozneje, po Cortonovem vplivnem obisku v severni Italiji, kjer je iz prve roke videl perspektivična dela Paola Veroneseja in barvno paleto Tiziana.
Cortonova ogromna Alegorija Božje previdnosti in Barberinijeve moči označuje prelom v baročnem slikarstvu. Po arhitekturi prostora je ustvaril naslikano iluzijo odprtega zračnega arhitekturnega okvira, na katerem so postavljene figure, ki jih običajno vidimo 'al di sotto in su', ki očitno prihajajo v sobo ali lebdijo daleč nad njo. Okrašen arhitekturni okvir v bistvu tvori pet oddelkov. Osrednji in najpomembnejši del praznuje poveličevanje vladavine Urbana VIII. v svetlo napolnjeni sceni, poseljeni z alegoričnimi figurami in emblemi družine Barberini.
Iluzija prostorskega podaljševanja z barvo, grandiozna tema in spretnost izvedbe bi lahko obiskovalca samo presenetila in navdušila. Toda panegirične ekstravagance Cortone so morda manj priljubljene v svetu, ki pozna minimalizem in podobno, vendar so predhodniki sončnih figur in kerubinov, okuženih z rokoko ekscesi. Močno so v nasprotju s temnejšim naturalizmom, ki je viden v delih Caravaggistov in s klasicističnimi kompozicijami slikarjev, kot sta Domenichino in Andrea Sacchi in nas opominjajo, da bi bilo lahko baročno slikarstvo veličastno na epski način in v duhu bogato.

### Freske v palači Pitti
Cortoni je toskanska skupnost v Rimu veliko naročala, zato ni bilo presenetljivo, da ko je leta 1637 prišel skozi Firence, ga je Veliki vojvoda Ferdinando II. de' Medici prosil, da naslika vrsto fresk, ki naj bi predstavljale Ovidova Obdobja človeka v majhni Sala della Stufa, sobi v Palazzo Pitti. Prvi dve freski sta predstavljali zlato in srebrno 'starosti' . Leta 1641 so ga odpoklicali, da je naslikal freske iz bronaste in železne dobe. Trdi se, da ga je pri oblikovanju alegoričnih zasnov vodil Michelangelo Buonarroti Mlajši .
Tako je začel delati na dekoraciji velikovojvodskih sprejemnih dvoran v prvem nadstropju palače Pitti, ki je zdaj del Palatinske galerije. V teh petih planetarnih sobah temelji hierarhično zaporedje božanstev na osnovi ptolemajske kozmologije; Venera, Apolon, Mars, Jupiter (Medičejska prestolna soba) in Saturn, toda ne Merkur in Luna, ki bi morala priti pred Venero . Ti zelo okrašeni stropi s freskami in dovršeno štukaturo v bistvu slavijo Medičejce in so poklon krepostnemu vodstvu . Pietro je zapustil Firence leta 1647, da bi se vrnil v Rim, njegov učenec in sodelavec Ciro Ferri pa je v 1660-ih cikel dokončal .

### Pozna dela
Cortona je bila dolga leta vključen v dekoracijo stropnih fresk v oratorijski Chiesa Nuova (Santa Maria v Vallicelli) v Rimu, delo, ki je bilo končano do leta 1665 . Druge freske so v Palazzo Pamphilj na Piazza Navona (1651–4).
Leta 1660 je za cerkev San Ambrogio della Massima v Rimu naslikal Kamenjanje svetega Štefana. Delo trenutno visi v Ermitažu .
Proti koncu življenja je velik del svojega časa posvetil arhitekturi, vendar je leta 1652 pod psevdonimom in v sodelovanju objavil traktat o slikarstvu. Zavrnil je povabila tako Franciji kot Španiji.

### Pogovori z Andrea Sacchije
Leta 1634 je bil izvoljen za direktorja Akademije sv, Luke, ceha slikarjev v Rimu in to ostal do leta 1638. Na Akademiji sta leta 1636 Cortona in Andrea Sacchi sodelovala pri teoretičnih polemikah glede števila figur, ki so primerne v slikarskem delu.
Sacchi se je zavzemal za nekaj figur, saj je menil, da ni mogoče podeliti smiselne individualnosti, izrazite vloge več kot nekaj figuram na prizor. Cortona je na drugi strani lobiral za umetnost, ki bi lahko prilagodila veliko zapletov osrednjemu konceptu. Verjetno je videl tudi možnost uporabe številnih človeških figur v dekorativnih podrobnostih ali za predstavitev splošnega koncepta. Sacchijevo mnenje je v prihodnjih letih okrepil Nicolas Poussin. Drugi so v tej dihotomiji videli dolgoletno razpravo, ali gre za vizualno umetnost o teoretičnih načelih in je namenjena pripovedovanju celotne zgodbe ali slikarsko dekorativnemu prizadevanju, ki naj bi razveselilo čute. 
Cortona je prispeval tudi k traktatu v Firencah skupaj s teologom in jezuitom Giandomenicom Ottonellijem z naslovom: Trattato della pittura e scultura, uso et abuso loro: composto da un theologo ed da un pittore  (Stamperia, Giovanni Antonio Bonardi, Firence, 1652 ). Avtorstvo v naslednjih izdajah je pripisano Cortoni.

### Učenci
Cortona je zaposlil ali izuril številne ugledne umetnike, ki so nato širili njegov slog. Poleg Ciroja Ferrija,  Luca Giordana so bili še drugi, ki so delali v njegovem ateljeju.
Romanelli in Camassei sta trenirala tudi pod Domenichinom. Giovanni Maria Bottala je bil eden izmed njegovih pomočnikov na Barberinijevem stropu. 

### Arhitekturni projekti
Med pomembnejšimi arhitekturnimi projekti Cortone spada cerkev Santi Luca e Martina (dokončana leta 1664, cerkev Accademia di San Luca v rimskem forumu). Medtem ko je bil Cortona v letih 1634–38 direktor Akademije, je pridobil dovoljenje za kopanje v kripti cerkve, ki je privedlo do napačne najdbe posmrtnih ostankov, pripisanih rimskemu mučencu iz 1. stoletja in sv. Martini. To odkritje je vodilo do nadaljnjega pokroviteljstva za gradnjo cerkve. V tlorisu je skoraj grški križ s štirimi skoraj enakimi krili, ki segajo do presenetljive osrednje kupole. Večina talne konstrukcije je neobdelana, zgoraj zapleteno okrašena. Prekomerno navpični okras fasade dobiva živahnost z vodoravno izbočenostjo. V svoji oporoki je to cerkev imenoval kot ljubljeno hčer.
Obnovil je tudi zunanjost starodavne Santa Maria della Pace (1656–1667) in pročelje (z nenavadno ložo) Santa Maria in Via Lata (približno 1660).
Drugo vplivno delo je bilo oblikovanje in okrasitev Vile Pigneto po naročilu markize Sacchetti . Ta vrtna palača ali kazino je na nov način zbrala različne značilnosti, vključno z vrtno fasado z izbočenimi kraki in visoko okrašenimi nišami ter dovršenimi večplastnimi stopnišči, ki obdajajo vodnjak.

### Anatomske plošče
Preden je zaslovel kot arhitekt, je Pietro narisal anatomske plošče, ki naj ne bi bile vrezane in objavljene šele sto let po njegovi smrti. Plošče v Tabulae anatomicae naj bi bile začete okoli leta 1618. Dramatične in zelo preučene pozicije, ki jih izvajajo figure, so v skladu s slogom drugih renesančnih baročnih anatomskih umetnikov, čeprav nikjer takšen pristop ne najde popolnejšega izraza kot v teh ploščah.

## Galerija
- Pietà
- Devica in otrok s svetniki
- Mučeništvo sv. Lovrenca
- Ananiasa oživi pogled sv. Pavla
- Vrnitev Hagarja
- Angel varuh
- Kamenjanje sv. Štefana
- Venea se kot lovka pojavi pri Eneju